# ثلاثية الأصمة
ثلاثية الأصمة (الاسم العلمي: Trivalvaria)، جنس نبات يتبع فصيلة القشديات. توجد أنواعه في آسيا الاستوائية بما في ذلك هاينان.

## الأنواع
الأنواع حسب موقع نباتات العالم على الإنترنت
1. Trivalvaria argentea (Hook.f. & Thomson) J.Sinclair
2. Trivalvaria carnosa (Teijsm. & Binn.) Scheff.
3. Trivalvaria casseabriae Y.H.Tan, S.S.Zhou & B.Yang
4. Trivalvaria costata (Hook.f. & Thomson) I.M.Turner (من آسام إلى هاينان، الهند الصينية، شبه الجزيرةالماليزية)
5. Trivalvaria kanjilalii D.Das
6. Trivalvaria macrophylla (Blume) Miq. (Myanmar to W. Malesia) - نوع نمطي
7. Trivalvaria nervosa (جوزيف دالتون هوكر & طوماس طومسون) J.Sinclair
8. Trivalvaria rubra Y.H.Tan, S.S.Zhou & B.Yang